# Kristoffer Løkberg
Kristoffer Løkberg, né le 22 janvier 1992 à Trondheim en Norvège, est un footballeur norvégien qui joue au poste de milieu défensif.

## Biographie

### Débuts
Né à Trondheim en Norvège Kristoffer Løkberg est formé par le Strindheim IL (en). Il rejoint le club anglais de Sheffield United en 2010 avec son coéquipier Erik Tønne,.
En août 2011 il rejoint le Ranheim Fotball, en deuxième division norvégienne, sous la forme d'un prêt jusqu'à la fin de l'année. C'est avec ce club qu'il fait ses débuts en professionnel, jouant son premier match le 18 septembre 2011 contre le Sandefjord Fotball. Il est titularisé et les deux équipes se neutralisent (1-1 score final).
Le 2 avril 2018, pour son premier match de première division norvégienne, Løkberg inscrit un doublé face au Stabæk Fotball. Il participe ainsi à la victoire de son équipe par quatre buts à un.
Kristoffer Løkberg rejoint librement le SK Brann en janvier 2019, le transfert est annoncé dès le mois de juillet 2018.
Løkberg inscrit son premier et unique but pour le SK Brann le 28 avril 2019, lors d'une rencontre de championnat face au Tromsø IL. Entré en jeu à la place de Fredrik Haugen (en), il ouvre le score quelques minutes plus tard et participe à la victoire de son équipe par deux buts à un.

### Viking Stavanger
Le 13 août 2019, Kristoffer Løkberg rejoint le Viking Stavanger. Il joue son premier match pour le Viking Stavanger le 14 août 2019, lors d'une rencontre de championnat face au Sarpsborg 08 FF. Il est titulaire lors de cette rencontre remportée par son équipe sur le score de deux buts à un.
Le 1er juillet 2020, Løkberg inscrit son premier but pour le Viking Stavanger contre le Sandefjord Fotball. Il contribue ainsi à la victoire de son équipe (2-0 score final). Le 4 mai 2021, il prolonge son contrat de deux saisons, soit jusqu'en 2023.
En octobre 2024, Løkberg annonce la fin de sa carrière professionnelle à l'issue de la saison 2024. Il est alors âgé de 32 ans et termine sa carrière à Viking après six saisons passées au club, pour 115 matchs disputés et 13 buts inscrits.